# (22740) Rayleigh
(22740) Rayleigh  es un asteroide perteneciente al cinturón de asteroides, descubierto el 20 de septiembre de 1998 por Eric Walter Elst desde el Observatorio Europeo Austral, en Chile.

## Designación y nombre
Rayleigh se designó inicialmente como 1998 SX146.
Más adelante fue nombrado en honor al físico británico Lord Rayleigh (1842-1919).

## Características orbitales
Rayleigh orbita a una distancia media del Sol de 3,2432 ua, pudiendo acercarse hasta 2,5485 ua y alejarse hasta 3,9379 ua. Tiene una excentricidad de 0,2141 y una inclinación orbital de 3,1156° grados. Emplea en completar una órbita alrededor del Sol 2133 días.

## Características físicas
Su magnitud absoluta es 13,4. Tiene 9,819 km de diámetro. Su albedo se estima en 0,088.